# Doom 3
A Doom 3 egy sci-fi környezetű, túlélőhorror-szerű, FPS stílusú videójáték, amelyet az id Software fejlesztett és az Activision adott ki PC-re 
2004. augusztus 3-án. A Doom 3 a Doom-sorozat harmadik része és egyben az előző két rész feldolgozása, modern grafikával és egy díjnyertes, id Tech 4-ra keresztelt motorral, amelyet már számos más játékhoz is felhasználtak. Később a játékot átírták Linuxra, Mac OS X-re és Xboxra is, a többjátékos módban pedig a Splash Damage nevű cég segédkezett.
Az id Software-nek teljes sikert hozott a játék: több mint 3,5 millió eladott példányt tudhat magának, ezáltal ez a legtöbbet eladott játék a cég történetében. A kritikusok dicsérték a játék grafikáját, miközben a rajongók úgy vélték, hogy nem sok köze van ennek a résznek a klasszikus Doomhoz, mivel abban az volt az elsődleges célja a játékosnak, hogy minél több ellenséget megöljön. A harmadik részt egy kiegészítő lemez követte, Doom 3: Resurrection of Evil címen, majd a sorozat részein alapuló Doom film is megjelent. 2008 februárjában Matthew J. Costello megjelentette a Doom 3-ról szóló regénysorozatának első részét. A videójáték-sorozat negyedik részét, a Doom 4-et 2008. május 7-én jelentette be az id Sofware, 2016. május 13-án jelent meg, de már nem mint folytatás, hanem új történet (reboot).

## Játékmenet

### Single-player
A Doom 3 egy történetorientált, belső nézetes FPS stílusú videójáték. Ahogyan a korábbi Doom-részeknél, ennél is az a játékos célja, hogy az adott pálya egyik végéből a másikba jusson, miközben számtalan ellenséggel kerül szembe, akiket likvidálnia kell, ha életben akar maradni. A Doom 3-ban jóval nagyobb szerepet játszik a történet, mivel a játékos gyakran találkozik NPC-kkel, akik vagy kulcsfontosságú információval vagy tárgyakkal bírnak. Összesen tíz fegyver áll a játékos rendelkezésére, ahhoz hogy túlélje a harcokat. A fegyverek között megtalálható például a puska, az új fegyvernek számító kézigránát, az FN P90 nevű géppisztoly, a plazmafegyver, valamint a tradicionális láncfűrész és a BFG 9000 is, amelyek már az előző részekben is szerepeltek. Számtalan fajtájú szörny látható a játékban, amelyek különböző módon taktikáznak, viszont csak két típusba sorolhatóak: a zombik és a démonok csoportjába. A zombik élőhalott emberek, akiket megszállt a démoni erő, s vagy puszta kézzel vagy különböző kézifegyverekkel támadnak. A démonok viszont a pokolból jöttek, akik vagy a karmaikkal vagy a tüskéikkel támadnak, vagy valamilyen plazmaszerű lövedéket varázsolnak a játékosra. A démonok nem hagyják hátra holttestüket, vagyis hulláik egy idő után eltűnnek.
A pályák teljesen lineárisak és különböző horrorelemekkel keverednek, amelyek közül a leggyakoribb a sötétség használata. A tervezők nem csak azért használtak horrorelemeket, hogy a játékost megfélemlítsék és rettegésben tartsák, hanem hogy a fenyegető környezetben még kevésbé szeressen különböző ocsmány ellenségekkel találkozni. Mivel a pályák a sötétségbe burkolóznak, ezért választania kell a játékosnak: vagy az elemlámpát használja, hogy lásson valamit, vagy a fegyvert, hogy ha jön egy ellenség, lelőhesse, de a kettőt egyszerre nem lehet használni, vagyis a játékmenet azt kívánja meg a játékostól, hogy inkább megfontolt és körültekintő legyen, nehogy idő előtt meghaljon. Ezenkívül elszórva lehet látni különböző szétroncsolt testrészeket, vért és belsőségeket, s a fényekkel is gyakran játszanak a készítők, hogy még nagyobb félelmet keltsenek a játékosban. A nyomasztó atmoszférához hozzátartoznak még a rövid rádióadások is, melyekben gyakran hallhatóak démoni hangokkal és sikolyokkal tarkított támadások vagy mészárlások. A bázis egész területén lehet hallani különböző félelmetes neszeket, törött csövek sípolásait, lábdobogásokat és gépek által kiadott hangokat.
A Doom 3 elején a játékos megkapja saját PDA-ját, amellyel e-maileket olvashat el, hangfelvételeket és videofelvételeket nézhet, illetve hallgathat meg. Ezeket az anyagokat a bázis különböző részein találhatja meg és töltheti le a játékos a saját eszközére és ha eléggé szemfüles, akkor az e-mailekben elolvashatja vagy a hangfelvételekben meghallhatja a lezárt kabinok biztonsági kódjait.

### Multiplayer
A Doom 3 hangsúlya az egyjátékos módon van, de a készítők többjátékos módot is beépítettek a játékba, amely összesen négy játékost engedélyez játszani négy különböző módban, habár a rajongók készítettek hozzá egy olyan módosítást, amelynek segítségével nyolc vagy akár tizenhat játékos is játszhat egyszerre. A négy játékmód deathmatch orientált:
1. Az első deathmatch-mód során a játékosok a pályákon rohangálnak és a fegyvereket gyűjtögetik, s közben egymást próbálják megölni, majd a játék végén az nyer, aki a legtöbbször lőtte le a másikat.
2. A második, úgynevezett csapatmód szinte ugyanezt a szisztémát követi, azzal kiegészülve, hogy ebben már csapatok versengenek az első helyért.
3. A harmadik, úgynevezett „Last man standing” (magyarul „Az utolsó ember”) módban csak meghatározott alkalommal éledhet újjá a játékos és az nyer, aki a játék végén utoljára élve marad a pályán.
4. Az utolsó, s egyben a negyedik mód a „Tournament” (magyarul „Mérkőzés”), amikor is csak két játékos játszik egymás ellen, a többiek meg csak figyelik az eseményeket. Ha egyikük meghal, akkor az életben maradt játékos bent marad az arénában, vagyis a pályán, és a következő játékossal kell megküzdenie. Ez addig folytatódik, amíg le nem győzik a győztest. Ha ez megtörténik, akkor ő is megfigyelő lesz és addig vár, amíg be nem kerül az arénába.[18]

Az Xbox-os verzióban még egy móddal bővült a játék, mégpedig a kooperatív móddal, amelyben két játékos egyszerre játszhatja végig az egyszemélyes játékot.

## Történet és szereplők
A játék történetét és a párbeszédeket Matthew J. Costello írta.
|  | Alább a cselekmény részletei következnek! |

A történet úgy szól, hogy 2145-ben a Union Aerospace Corporation (UAC) vállalat akkorára nőtt, hogy építtetett egy kutatóbázist a Marsra. Ezen a bázison a UAC-nek lehetősége van a tudomány számos területén kutatásokat és kísérletek folytatnia, s így például teleportációval, biológiai kutatásokkal, űrkutatással és fejlett katonai fegyverekkel is foglalkozhatnak. A UAC létesítmény pozíciója miatt különböző kísérletek hajthat végre a Marson a törvényes és erkölcsi határokon kívül. A játék során a játékos észreveheti, hogy az ottani alkalmazottak rendezetlen életkörülmények között élnek és a különféle incidensek miatt (például furcsa hangok, megmagyarázhatatlan jelenségek) néhányan paranoiásak és elmebetegek lettek, amivel nagy bajt okoztak a létesítménynek. Az alkalmazottak között az a szóbeszéd is elterjedt, hogy feloszlatják a UAC Delta Laboratóriumát. Ám egy véletlen kísérlet folytán portált nyitnak a pokolba, ahonnan gonosz démonok lepik el a bázist. A főhősnek, akinek csakúgy, mint az előző részekben, itt sincs neve, végig kell küzdenie magát az egész bázison, hogy megállítsa a démonokat még mielőtt azok ellepnék a Földet is. A játék végén a főellenség sikeres megölésével véget ér az invázió.
|  | Itt a vége a cselekmény részletezésének! |

Összesen öt szereplő van a játékban, abból az egyik a játék főhőse, vagyis maga a játékos. A játékos egy névtelen tengerészgyalogost alakít (a játék során soha nem szólal meg, csak úgy, mint az előző részekben sem), akinek a rajongók a Doomguy nevet adták. A főhős parancsnoka Thomas Kelly főtörzsőrmester (szinkronhangja Neil Ross), aki a játék első felében parancsokat és tanácsokat osztogat neki rádión keresztül. A játék ellenséges szereplője Doctor Malcolm Betruger (szinkronhangja Philip L. Clarke), a UAC Delta Laboratóriumainak vezető kutatója, aki szövetkezik a pokol erőivel, hogy leigázhassa az emberiséget. A további két szereplő Elliott Swann (szinkronhangja Charles Dennis) és Jack Campbell (szinkronhangja Andy Chanley). Swann a UAC igazgatótanácsának egyik tagja, akit azért küldték a bázisra, hogy megnézze, mit tevékenykedik Betruger, és hogy utánajárjon a bázison történt incidenseknek. Testőre, Campbell pedig állandóan ott van mellette egy BFG 9000-essel a kezében. Swann és Campbell mindig egy lépéssel a játékos előtt vannak, de egészen a játék végéig nem tudnak vele kapcsolatba lépni.

## Ellenfelek
A Doom 3 több új ellenfelet is tartogatott a játékosok számára, amely eddigi egyik Doom részben sem szerepelt. Ezek a lények a pokol szülöttei. Lássuk milyen ellenfelek vannak a Doom 3 és kiegészítő csomagja: a Doom 3: Resurrection of Evil játékokban.

### Élőhalottak
Ezek gyenge (ám vannak, amelyek igen erősek), lassú ellenfelek, pontosabban a UAC volt dolgozói, akiket a démoni lelkek megátkoztak. Ajánlatos a fejüket lőni, de ne pazaroljuk rá az erős fegyvereket, akár elemlámpával is üthetjük őket, hiszen két ütés így, és lőszer sem fogy. 
- Karbantartó Zombik – A Union Aerospace Corporation volt dolgozói, akik a tárgyakat javították, ám megtudhatjuk, hogy ezek az emberek kimerültek és túlhajszoltak, betegek. Valószínűleg ez is közre játszhatott a baleset kitörése miatt. Van olyan, amelynek az állkapcsa hiányzik, van amelyiknél kulcs van, van amelyiknél elemlámpa, és van amelyik egy kopasz zombi.
- Tudós és Orvos Zombik – A vállalat volt orvosai és kutatói, akik a bázison ijesztgetnek, ha nem számítasz rájuk. Van olyan, amelynek hiányzik a feje, de van olyan is, akinek nincsen arca.
- Katona Zombik – Ezek egy pólót és katonai nadrágot viselnek. Kétféle van: egy kopasz és egy arc nélküli.
- Öltönyös Zombik – Szintén dolgozók voltak, ám ők inkább informatikusok és technikusok. Itt van olyan, akinek nincs feje, de van, amelyiknek van, és csak a szája véres.
- Kövér Zombik – Igen meglepő, de vannak túlsúlyos dolgozók is a vállalatnál, ám őket nem láthatjuk embereként! Itt van olyan, amin semmi különös, ám van, amelyiknek a belei látszanak, illetve kulcs van náluk.
- Morgue Zombi – Egyetlenegy van ebből a játékban, mégpedig Mars Város orvosi kamrájában. Ő volt az, akiről Marc Caeson PDA-jában beszélt. Egyedül egy boxer alsó van rajta.
- Biztonsági Őrség – A zombik fegyveres alakulatai. Van pisztolyos, sörétes, géppisztolyos, illetve pajzsos is belőle.
- Lángoló Zombik – Ezek az égő gyufák kevesen vannak, de igen erősek.
- Láncfűrészes Zombik – A kommandós zombik egy változata. Sokkal több életpontja van, mint bármely más zombinak. Láncfűrészével pedig erőteljes csapásokat mér ránk.
- Kommandós Zombik – Dr. Malcolm Betruger elátkozott katonái, akik a Marson lévő tengerészgyalogosokból alakultak át. Elég szívósak, főleg, amelyiknél golyószóró van. A csápos fajta is elég veszélyes, ám a guggolás segíthet.
- Élőhalott – Ezek a Pokolban megtalálható zombik, amelyekre lassúság és öntudatlanság jellemző.
- Sabaoth – Sokan nem tudják, hogy ki is ez a rejtélyes Sabaoth. A Delta Komplexumban, ahol találkozunk Swann tanácsnokkal, aki elmondja, hogy Sarge elment, Campbell pedig utána. Egy valaki van, akit ezen a néven hívnak: Kelly főtörzsőrmester. Ezek szerint Kelly behódolt a sötétségnek, ám mielőtt teljesítette volna a célját, bármi is az, a szörnyek elkapták, és a testét egy gépbe helyezték. Fegyvere egy BFG 9000.

### Démonok
- Imp (2004) – Az Imp a legtöbbször előforduló szörny a játékban. Erős karmai segítségével képes a falakon és a plafonokon mászni. Karjai és lábai megnyúltak. Képes egy tűzszerű plazmagolyót dobálni, amely elég erős sebzést produkál. Megtudhatjuk, hogy belső hőmérséklete igen magas, amelyből kiderül, hogy melegvérű lény.
- Pinky Demon (2004) – Egy ocsmány kibernetikus lény, amely félig hús, félig kiborg. Szeme nincs, így csak a szaglására hagyatkozhat. Erőteljes állkapcsával képes könnyen széttépni ellenfelét. Viszonylag gyors, úgyhogy erősebb fegyverek ajánlottak a gyors leterítéséhez.
- Maggot – A Maggot az első új szörny, amivel találkozunk a játékban. Egy négy lábon járó, kétfejű, hosszú nyelvű démon. Jelenleg a régi Doom-ban csak az Ultimate Super Doom 3 módban található meg. Viszonylag gyors ellenfél, ám elég gyenge.
- Wraith – A Wraith egy szintén új ellenfél, amelynek kezei megnyúltak és inkább csontos nyúlványok, amelyek szétütnek mindent. Képes teleportálni, ám, amikor nem látjuk akkor is leszedhető, tehát ez inkább egy láthatatlan módja a szörnynek.
- Cherub – A Cherub egy szintén új szörny, amely egy félig csecsemő. félig lárva, éles karmokkal és szárnyakkal. Elég erősek, ha többen vannak, de könnyen elintézhetők.
- Revenant (2004) – A Revenant egy élőhalott démon, amely a követőrakétái miatt elég erős ellenfél. A rakétákat plazmafegyverrel könnyen szét lehet lőni.
- Hell Knight (2004) – A Pokollovag az egyik legnagyobb ellenfél a játékban a főszörnyeken kívül. Erőteljes plazmagolyót dobálnak ,amely plazmavetővel szétlőhető. Erőteljes sebzése miatt ajánlatos a legerősebb fegyverekkel megtámadni.
- Mancubus (2004) – A legnagyobb ellenfél a játékban. Méretén kívül a sebzése is hatalmas. Kezére szerelt erőteljes lángvetőkkel folyamatos támadásokat indíthat ellenünk.
- Lost Soul (2004) – Talán egy olyan szörny, amely lényegesen nem változott a játék során. Össze-vissza szállásaival nem könnyű számolni, de a pisztoly is elég lehet ellenük.
- Cacodemon (2004) – Ezek a lebegő ellenfelek tűz alapú élőlények, amelyek szétlőhető tűzgolyókat lőnek ki. A leghatásosabb egy sörétes ellene.
- Trite – Apró kis pókok, amelyek simán képesek percek alatt leteríteni egy fegyvertelen embert. Ne tévesszen meg a cuki nézésük, mert ezek nem cuki ellenfelek.
- Tick – A Trite típusú ellenfelek alfaja, amelyekkel csak a Delta Komplexumban találkozunk. Ezek viszont nem fröccsennek szét, hanem elporladnak, mint a többi szörny.
- Archvile (2004) – A Doom 2- es Archvile felélesztette az ellenségeket, viszont ez már idéz nekünk szörnyeket is. Főként Imp, Wraith, Kommandós Zombi, Hellknight a fő idézettje. Erőteljes lánghullámokkal képes ránk támadni, amely egy kifinomult és erőteljes támadás, ami akár egyszerre is képes megölni.

### A kiegészítő lemez ellenfelei
A kiegészítő lemezben több új ellenfél és főellenfél is megjelent.
- Forgotten One – Az elfeledett lelkek, hasonlóan, mint az elveszett lelkek repülő, tűz alapú élőlények, ám simán egy pisztolylövéssel leteríthetők.
- Vulgar – A Vulgar egy Imp-féle szörny, amely zöld plazmagolyókat dobál, illetve a teleportáló pad színe is más. A többi szörny padja vörös, narancs, de az övé világoskék és zöld keveréke.
- Hazmat Zombi – A Hazmat Zombi egy új fajta élőhalott a játékban. A fertőzött területeken járkál. Sárga hazmatruha van rajta. Könnyen megölhető.
- Bruiser – A második legnagyobb ellenfél a játékban. Igen erős, ugyanis a Mancubus (2004) nevezetű szörnyhöz hasonlóan erőteljes tűzgolyókat lövell ki, amelyek erős sebzést produkálnak.

### A Doom 3 és a Doom 3: RoE főellenfelei
A főellenfelek száma ezekben sokkal több, mint az eddigi Doom-részekben.
- Vagary – A pókok királynője. Képes telekinézissel mozgatni bizonyos tüskés labdákat. Az első találkozásnál erős ellenfélnek bizonyul. Összesen 3 darab van belőle a játékban.
- Sabaoth – A Sabaoth egy élőhalott, aki a volt főtörzsőrmester, Thomas Kelly őrmester, reinkarnációja.
- A Pokol Őre – A Lélekkockát őrző ellenfél a Pokol végén. Szeme nincs, ezért Pokoli Követőket vagy ismertebb nevükön Seeker-eket használ a követésre. Ha ők meghalnak, akkor egy kék portál jelenik meg a feje felett, amit a legerősebb fegyverrel ajánlatos lőni a gyors munkához.
- Cyberdemon (2004) – A Cyberdemon egy visszatérő főellenfél a játékban. Viszont őt csak a Lélekkockával lehet megölni. Összesen ötször kell a Lélekkockával megsebezni, hogy meghaljon.
- Helltime Hunter – Az első vadász, akivel a kiegészítő csomagban szembetalálkozunk. Viszonylag gyenge, de képes az időben utazni és tűzlabdákkal dobálni.
- Berserk Hunter – A második vadász, ám őt csak akkor lehet könnyen megölni, ha a hasa környékén lévő világító területet célozzuk be.
- Invulnerability Hunter – A harmadik vadász, aki sérthetetlen, és csak akkor lehet megölni, ha az őt halhatatlanná tevő hűtőrudakat elpusztítjuk.
- Maledict – Egy repülő ősdémon, akinek a szájában Malcolm Betruger feje található. A legvégső főellenség a játék kiegészítő csomagjában!

### Ellenfelek, amelyekhez egy módban juthatunk hozzá
Behelyezhetünk bizonyos ellenfeleket, amelyeket egy kiegészítő módban jutunk hozzá. A link:
http://www.moddb.com/mods/ruiner/addons/demon-expansion-pack-for-doom-3
- Pain Elemental – Sokak örömére elérhető így a Pain Elemental, aki Lost Soulokat fog ránk okádani, ám a megszokottól eltérőeket.
- Dead Soul – Ezek azok a lelkek, akiket a Pain Elemental idéz ránk.
- Baron Of Hell – A Baron of Hell is elérhető mostantól így a játékban.
- Impling – Az Impling egy zöld kétszemű Imp-féleség, amely hasonlóan az Imphez plazmagolyókat dobál.
- Implord – Az Impling szürke változata.
- Nightmare Imp – A Doom 64-ben népszerűvé vált Imp a Doom 3-ba is megjelenik. Teljesen átlátszó, kékes, mint egy világító alga.

## Fejlesztés

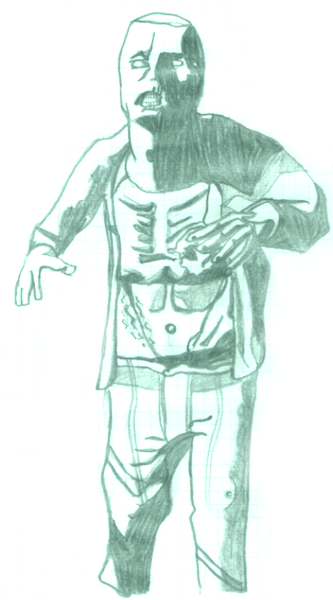
Egy Civilian zombie nevű ellenséget ábrázoló vázlat

2000 júniusában John Carmack, az id Software vezető programozója közzétett egy belső vállalati tervet, amelyben bejelentette, hogy új technológiával feldolgozza régi Doom játékukat. A tervben az állt, hogy az új rész feldolgozása lesz a régi Doomnak, viszont ezt Kevin Cloud és Adrian Carmack – az id másik két tulajdonosa – ellenezte, azzal az indokkal, hogy az id mindig ugyanazt a képletet alkalmazza a játékainál és ez is ugyanolyan lenne, mint az előző részek. Azonban a Return to Castle Wolfenstein – ami ugyancsak feldolgozás – pozitív kritikát kapott, úgyhogy a legtöbb alkalmazott egyetértett azzal, hogy a feldolgozás jó ötlet. A következő ultimátummal álltak a két tulajdonos elé: vagy megengedik, hogy dolgozhassanak az új részen, vagy kirúgják a két tulajdonost a cégtől. Miután mindkét félnek kedvező megállapodást kötöttek (habár Paul Steed grafikust elbocsátották), elkezdődhetett a Doom 3 fejlesztése. Így hát 2000 végén kezdte el fejleszteni az id Software a játékot, miután befejezték a Quake III: Team Arenát. A harmadik rész elkészítésében részt vett többek között Kevin Cloud, Tim Willits és Todd Hollenshead is, akik már a korábbi Doom-részeken is dolgoztak. Először Tokióban, a Macworld Conference & Expón, majd 2002-ben az E3-on mutatták be a közönségnek a játékot, ahol egy 15 perces játékmenetdemót adtak le. Erről a magyar PC Guru újság is beszámolt két oldalon keresztül, amely mellett azt is leírták, hogy az id nem fog foglalkozni semmilyen más konzollal, csakis a PC-vel, és hogy várhatóan 2003 karácsonyára fog kijönni a játék, mivel nagyon sok időt felemészt a részletes pályatervezés. Összesen öt díjat nyert abban az évben az E3-on.
A Doom 3 fejlesztésének elején Trent Reznort, a Nine Inch Nails együttes frontemberét és egyben a sorozat egyik rajongóját bízták meg a hangeffektek és a zenék elkészítésével. Azonban az idő, a pénz és a rossz menedzsment miatt Trent Reznor hangeffektjei és zenéi nem kerültek be a játékba. A főcímdalt az együttes dobosa, Chris Vrenna írta és vette fel.
A 2003-as E3-on újabb videót mutattak be, s miután az id Software oldalán feltüntették a Doom 3-at, mint közelgő játékukat, bejelentették, hogy a játék mégsem lesz kész 2003 karácsonyára, ahogyan eredetileg tervezték. John Carmack szerint elszámolták magukat, mivel a játék fejlesztése több időt vett igénybe, mint amennyit ők gondoltak.
2004. július 14-én a játék aranylemezre került, másnap pedig megerősítették a Mac OS X-es verziót. Végül a PC-s verzió az Amerikai Egyesült Államokban 2004. augusztus 3-án jelent meg, világszerte pedig augusztus 13-án. Mivel úgy vélték, hogy nagy lesz a kereslet a játék iránt, ezért már a megjelenés napjának éjszakáján a boltokba került. A linuxos változatot 2004. október 4-én adták ki, a Mac OS X-eset pedig 2005.március 14-én. Az utóbbihoz 2006. február 20-án jelent meg a patch, amely már támogatta az x86-os architektúrát a universal binary segítségével. A módosított Xbox-verziót 2005. április 3-án adták ki.
Egy héttel a játék kiadása előtt ismertté vált, hogy az id Software és a Creative Labs közötti szerződést, amely szerint az id a Doom 3-ban használhatja az EAX technológiát, jelentősen befolyásolta egy, a Creative által birtokolt szabadalom. Ez egy, az árnyékok renderelésével kapcsolatos, „Carmack's Reverse”-nek nevezett technikáról szól, amelyet John Carmack és a Creative programozói is kifejlesztettek egymástól függetlenül. Az id Software-t jogi felelősség terhelte volna, ha ezt a kész játékban felhasználják, így ennek elkerülésére a két cég megegyezett, hogy az id licenceli a Creative audiotechnológiáját, cserébe az utóbbi lemond a pereskedésről a kérdéses szabadalommal kapcsolatban.

### A kiszivárogtatott alfa
2002. október 31-én a Zelaron weboldalának játékfórumán a letöltések között a Doom 3 alfa verziója jelent meg, amit az akkori E3-on mutattak be. Sem az id Software-től, sem az Activisiontől nem származhatott a program, mivel közös nyilatkozatuk alapján a programot nem terjesztették. Tehát egy lopott verzió került fel a weboldalra, melynek le- vagy feltöltése illegális volt és a játékról készült képernyőképeket sem mutathatta be egyetlenegy weboldal és újság sem. A weboldalról szinte azonnal letörölték az alfa verziót, ennek ellenére tovább terjedt az interneten.
John Carmack nemtetszését fejezte ki az üggyel kapcsolatban, mivel szerinte a játék még korántsem hozta azt a színvonalat, amit ők el szerettek volna érni. Ennek ellenére már maga a demó is jól nézett ki a maga korában, három pálya, egy bevezető videó és egy kezdetleges többjátékos mód is szerepelt benne. A játékosok találgatásokban kezdtek, hogy honnan kerülhetett ki a program, ráadásul Carmack szűkszavú nyilatkozata nem volt pozitív hatással a találgatókra, mely szerint „bizonyos” cégekkel újragondolják eddigi kapcsolataikat. Egy IRC-beszélgetés alapján – aminek egyik résztvevője Christian Antkrow volt, az id egyik programozója – egyesek az ATI Technologiest, vagy annak egyik alkalmazottját tették felelőssé. Viszont a videókártya-gyártónak kiváló reklámlehetőség lehetett volna egy ilyen program, amivel az akkori új Radeon R300 videokártyáját mutathatta volna be, így nekik egyáltalán nem lehetett érdekük, hogy az id-vel megszakadjon a jó kapcsolatuk. Már csak azért sem, mert Carmack mindkét vezető gyártóval (az NVidiával és az ATI-val) folyamatosan konzultál, hogy játékaik kihasználhassák a legújabb generációs kártyák potenciális képességeit.

### Technológia
John Carmack szerint a Doom 3 technológiája, vagyis az id Tech 4 nevű motorja három fontos újítást tartalmaz:
- Egységesített megvilágítási rendszer
- Összetett animációk és scriptek, ami valós idejű, dinamikus per-pixel világítást és shadow volume-ot eredményeznek
- Grafikus felhasználói felület, amely még interaktívabbá teszi a játékot.[36]

A motor legfőbb tulajdonsága az egységesített megvilágítási rendszer: ahelyett, hogy minden egyes fényforrást először kiszámolna az adott pálya betöltésénél, majd azt elmentené a pálya adataihoz, a legtöbb fényforrást valós időben számolja ki a motor. Ez azt eredményezi, hogy olyan nem statikus tárgyakra is, mint például szörnyekre és gépekre, árnyékot tud kirajzolni, amely korábban a statikus fényforrással lehetetlen volt. A technológia hiányossága, hogy képtelen soft shadowst és global illuminationt lerenderelni. A motor további fontos újításai a normal mapping használata, a textúrák visszatükröződése, a valósághű fizika és a térhatású, több csatornás hangok alkalmazása. Az xboxos verzió támogatja a 480p szélességű képernyőfelbontást és a Dolby Digital 5.1-es hangzást.
Annak érdekében, hogy a készítők növeljék a játék interaktivitását, rengeteg nagy felbontású animációt készítettek el a játékban található számítógépekhez. Ahelyett, hogy egyszerű „egygombos” számítógépeket helyeztek volna el a pályákon, inkább kezelhető gépeket tettek a szintekre: ha a játékos odalép az egyik számítógéphez vagy konzolhoz, a célkereszt átvált egérkurzorrá, s máris irányítani tudja az adott eszközt, csak úgy, mint a valóságban. Ezzel a technikával nemcsak azt érték el a készítők, hogy egy számítógépről csakis egyféle feladatot tud elvégezni a játékos, hanem akár többet is: ki- és bekapcsolhatja az ajtókat és a kabinokat, gépeket aktiválhat, illetve fényforrásokat kapcsolhat ki-be. A Doom 3 kézikönyve szerint Patrick Duffy – aki a játék kezelőfelületét készítette – több mint 500 000 sort kódolt le és 25 000-nél is több képet készített a kezelhető eszközökhöz, számítógépekhez és konzolokhoz.

## Kiegészítő lemez
2005. április 3-án az Activision kiadott egy kiegészítő lemezt a játékhoz Microsoft Windowsra Doom 3: Resurrection of Evil címen. A kiegészítővel az id Software bízta meg a Nerve Software-t, akik már korábban is dolgoztak az id-nek, mégpedig a Return to Castle Wolfenstein-en és a klasszikus Doom xboxos változatán. Linuxra 2005. május 24-én adták ki a játékot, amit az xboxos változat követett október 5-én. A kiegészítő lemez tizenkét új singleplayer pályát, három új fegyvert és jó néhány új ellenséget tartalmaz. A játék története két évvel a Doom 3 történései után játszódnak, a három új fegyver közül az egyik egy dupla csövű vadászpuska (amely már a Doom II-ben is szerepelt), a másik pedig egy gravitációs fegyver. A multiplayer részt is megváltoztatták: most már nemcsak négy, hanem nyolc játékos is játszhat egyszerre, ráadásul egy új játékmód is bekerült, mégpedig a capture the flag. A Resurrection of Evil-nek nem volt akkora pozitív fogadtatása, mint a Doom 3-nak, de nem is tartották olyan rossznak a szakma kritikusai.

## Fogadtatás
| Összegzőoldal | Értékelés | Értékelés |
| Összegzőoldal | PC        | Xbox      |
| ------------- | --------- | --------- |
| GameRankings  | 88%       | 88%       |
| Metacritic    | 87/100    | 88/100    |

| Szerző                | Értékelés     | Értékelés |
| Szerző                | PC            | Xbox      |
| --------------------- | ------------- | --------- |
| 1Up.com               | B+            | A         |
| 576 Konzol            | N/A           | 9/10      |
| Eurogamer             | 9/10          | N/A       |
| GameSpot              | 8/10          | 8,6/10    |
| GameSpy               | [ 8 ]         | [ 51 ]    |
| GameStar (HU)         | 94%           | N/A       |
| IGN                   | 8,9/10        | 9,3/10    |
| PC Gamer (UK)         | 90%           | N/A       |
| PC Gamer (US)         | 94%           | N/A       |
| Gamer PC Játékmagazin | 90%, 86%, 89% | N/A       |

| Szerző                | Díj                                |
| --------------------- | ---------------------------------- |
| GameSpot              | Legjobb Grafika                    |
| Golden Joystick Award | Az Év PC Játéka Az Év Végső Játéka |
| Gamer PC Játékmagazin | Hónap Játéka (PC)                  |

Az id Software-nek teljes sikert hozott a játék 2007 elején: több mint 3,5 millió eladott példányt tudhat magának, ezáltal ez a legtöbb példányban eladott játék a cég történetében. A játék id Tech 4 nevű motorját még két másik játékhoz is licencelték: a Human Head Studios által készített Preyhez és az Enemy Territory: Quake Wars című játékhoz, amit a Splash Damage készített el.
A Doom 3 kedvező fogadtatásban részesült, a PC-s verzió 87 és 88%-ot ért el a Metacritic és a GameRankings értékelése szerint. A GameSpot még ennél is jobban dicsérte, különösen a játék környezetét:
Meggyőzően életszerű, sűrűn atmoszferikus és meglepően terjedelmes.
A PC Gamer UK pedig egyszerűen tökéletesnek ítélte a játék grafikáját és az NPC-ket. Az IGN egyik szerkesztője, Dan Adams szerint a játék „az atmoszférája nélkül csak egy 1990-es évekbeli egyszerű lövöldözős játék lenne”. Továbbá számos kritikus meglepően jónak vélte, hogy még alacsony grafikai beállításon is jól néz ki a játék. Jó néhányan megdicsérték a játék helyszíneire és berendezéseire fordított figyelmet; Greg Kavasin, a GameSpot szerkesztője ezt írta:
Az az érzése az embernek, hogy a Doom 3 egy teljesen valóságos világban játszódik.
Az IGN szerint „szinte kézzel tapintható a UAC bázis”. Az Eurogamer különösen kiemelte, hogy a játék bevezető képsorai a Valve Software műfajteremtő Half-Life játékához hasonlítanak.
Sok kritikus azt állítja, hogy ez a rész is a shoot 'em up videójáték-kategóriába tartozik, csak úgy, mint az előző részek, ami megosztotta a véleményeket: sokan dicsérték, jó néhányan pedig negatívan vélekedtek róla. Néhányan azt is kritizálták, hogy a játékban egy idő után feltűnnek ismétlődő játékelemek. Az ellenségek mesterséges intelligenciája sem volt túl meggyőző: a GameSpot szerint „a szörnyek ugyanazt az útvonalat járják be és ugyanazt csinálják, amit a régebbi Doom-részekben.” A GameSpy úgy vélte, hogy ravasz módon teleportálódnak az ellenségek a játékos mellé: amikor a játékos felvesz néhány lőszert, egyből jönnek a zombik valamelyik sötét lyukból. Számos ismertető azt is írja, hogy nem volt túl sikeres a történet továbbhaladása, ráadásul még ebben a részben is névtelen marad a tengerészgyalogos. Végül a Doom 3 multiplayer része is elég hiányos, mivel nem igazán tartalmaz új megoldásokat, kevés játékos játszhat egyszerre, ráadásul kevés játékmódban, ahhoz képest, hogy az id-nak a kifejezetten multiplayer-re kiépített Quake III Arena játéka mennyire sikeres volt.
Az xboxos verzió is hasonlóan jó fogadtatásban részesült, mint a PC-s: a Metacritic 88%-ot adott rá, a GameRankings pedig 87,7-et. Viszont szinte ugyanazok a hiányosságok és dicséretek jellemzik ezt a verziót is, habár pozitív véleménnyel voltak a letisztult és felhasználóbarát irányításról és a csak és kizárólag az Xbox verzióba épített kooperatív módról, amit így véleményezett az IGN: „legalább nem egyedül kell végigjátszani”. Néhány kritika a játék motorját is érte, mivel játék közbeni lassulásra panaszkodtak.

### Magyar sajtó
Magyarországon először a GameStar című újság 2002. decemberi számában lehetett olvasni egy hosszabb terjedelmű, négy oldalas exkluzív cikket a játékról. A cikkben néhány információt írnak le a játék fejlesztéséről, arról, hogy körülbelül milyen lesz és hogyan fog kinézni, továbbá a kiszivárogtatott alfa állapotú demóról is beszámolnak néhány frissen megjelent képpel egyetemben. 2003 szeptemberében egy újabb cikk jelent meg, szintén a GameStar oldalain, ezúttal a játék mutliplayer részéről, amely nem igazán tartalmazott túl sok információt, és bizakodva írtak a végül rosszul kiépített többjátékos módról. Három hónappal rá, decemberben a megjelenés előtti utolsó cikket is megjelentették, amelyben egy béta verziót tesztelt le a szerkesztőség hét oldalon keresztül, pozitív eredménnyel. Végül a játék megjelenésekor, 2004 augusztusában megjelent egy teljes ismertető a játék PC-s verziójáról, ugyancsak hét oldalon keresztül, 94%-os értékeléssel. Az ismertető mellé még egy Doom 3-as képbeszámolót és egy eszmefuttatást is írtak az FPS-ek világáról, továbbá kódokat és tippeket a játékhoz. A következő pozitív és negatív kritikákat kapta a harmadik rész:
Pozitívumok:
 Fantasztikusan jól kidolgozott, paráztató hangulat
 Döbbenetes grafika
 Összességében kitűnő pályaszerkesztés
 Kőkemény, klasszikus FPS-játékmenet
Negatívumok:
 A játék egy bizonyos szakasza kissé unalmas
 Szkriptelt szörnyek
 A PDS-s üzenetek hallgatása megtöri a lendületet
A szerkesztő pedig így vélekedett róla:
A Doom 3 pontosan olyan lett, mint amilyennek reméltük: igazi klasszikus büntetős FPS, paráztató hangulattal, atomjó grafikával, nonstop öldökléssel és pár jópofa újítással. Némi eredetiség a játékmenetben azért nem ártott volna...
A Gamer PC Játékmagazin is írt egy beszámolót a PC-s változatról, melyben megkapta „A hónap játéka” címet. A beszámoló 14 oldalon keresztül teszteli és írja le a játékot, összesen 3 szerkesztő értékelésével: az első 90%-ot, a második 86%-ot, a harmadik pedig 89%-ot adott a játéknak. Az 576 Konzol szerkesztője 9/10-es pontszámot adott a játék Xbox-verziójára, azonban a magazin főszerkesztője nem értett egyet a pontozással és megjegyezte, hogy „a D3-nak nagyobb a füstje, mint a lángja, és a 9 pont is csak tisztelgés a nagy előd előtt.”

## Folytatások
A Doom 3-at a Doom-sorozat visszatérőjének jellemezték. Nyolc hónappal a Doom 3 kiadása után megjelent hozzá az első és egyetlen kiegészítő csomag, a Resurrection of Evil, amit a Nerve Software készített el az id megbízásával. A kiegészítő részben tovább vitték a játék történetét és továbbfejlesztették a multiplayer részt is. Ezt követte a Doom film, ami az Amerikai Egyesült Államokban 2005. október 21-én, Angliában pedig december 2-án jelent meg. A filmet Andrzej Bartkowiak rendezte, olyan szereplőkkel, mint például Karl Urban, Rosamund Pike és Dwayne Johnson. Annak ellenére, hogy az első nyitó hétvégén több mint 15,3 millió dollár hasznot hozott, a másodikon pedig 4,2 milliót, nem aratott nagy sikert, és gyenge fogadtatásban részesült.
2008 elején Matthew J. Costello – aki a Doom 3 és a Resurrection of Evil történetéért is felelt – megjelentette a Doom 3-ról szóló regénysorozatának első részét Worlds on Fire címmel, amit 2008. február 26-án adtak ki. A második könyv, a Maelstrom 2009. március 31-én jelent meg. 2009. június 10-én az id Software és az Escalation Studios bejelentette a Doom 3 iPhone-ra való fejlesztését Doom Resurrection néven, amit június 29-én ki is adtak.
A videójáték-sorozat következő részét, a Doom 4-et 2008. május 7-én jelentette be az id Software, amely viszont már nem követi a harmadik rész történetét. 2016 május 13-án jelent meg PlayStation 4, Windows, és Xbox One platformokon világszerte (Japánt kivéve, ahol csak május 19-én.)